# Žofinka
Žofinka je národní přírodní rezervace a evropsky významná lokalita Natura 2000 v k.ú. Dvory nad Lužnicí, Vyšné, Hranice u Nových Hradů v okresech Jindřichův Hradec a České Budějovice. Oblast spravuje AOPK ČR, regionální pracoviště Jižní Čechy. 

## Předmět ochrany
Důvodem ochrany jsou přirozené lesní porosty, společenstva otevřených rašelinišť a populace borovice blatky (Pinus rotundata) a rojovníku bahenního (Ledum palustre) včetně jejich biotopů .
Území rezervace má rozlohu 344,15 ha a je součástí velkého rašelinového ložiska o rozloze 462 ha.

## Galerie

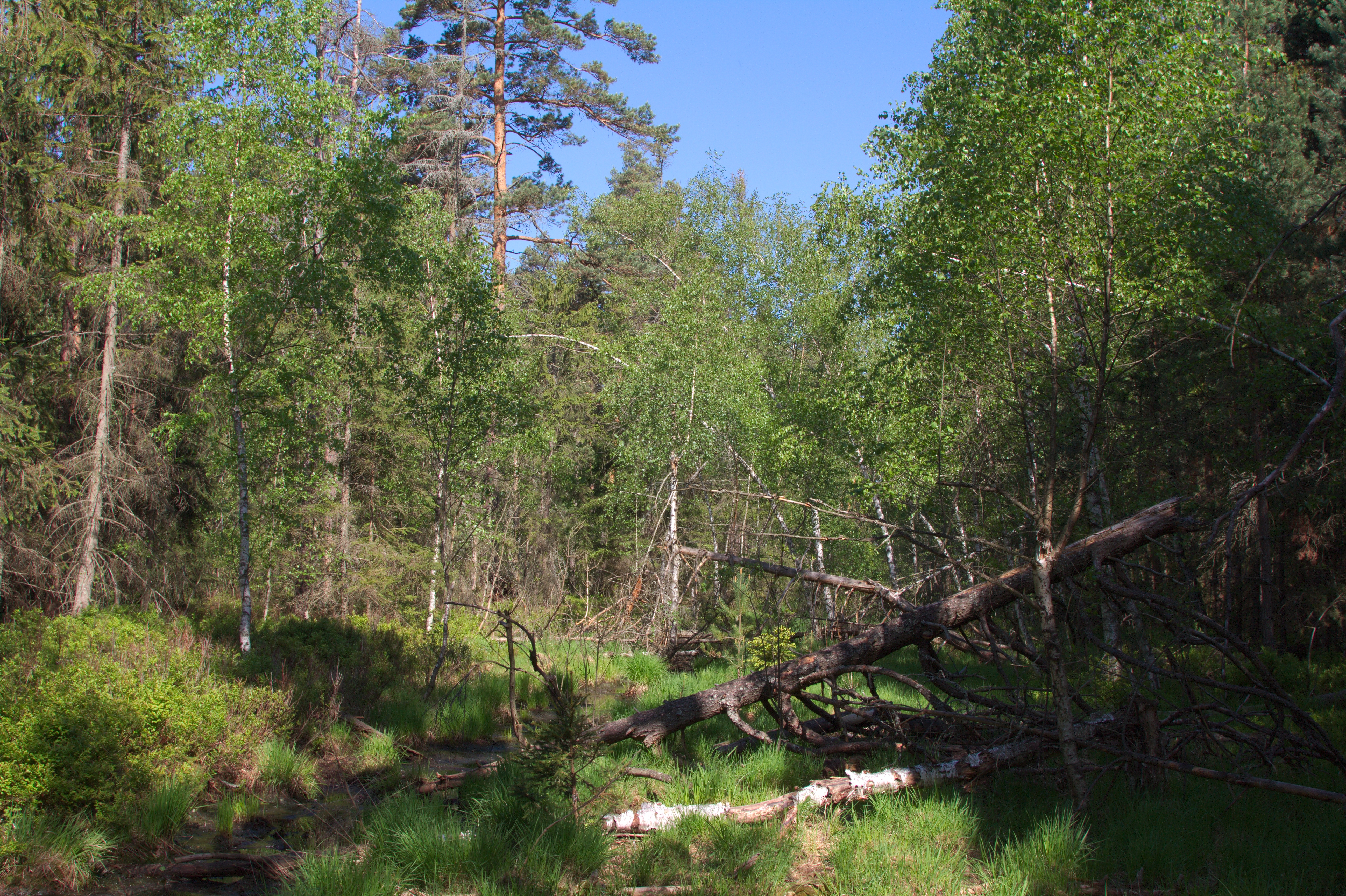
Les v mokřadech
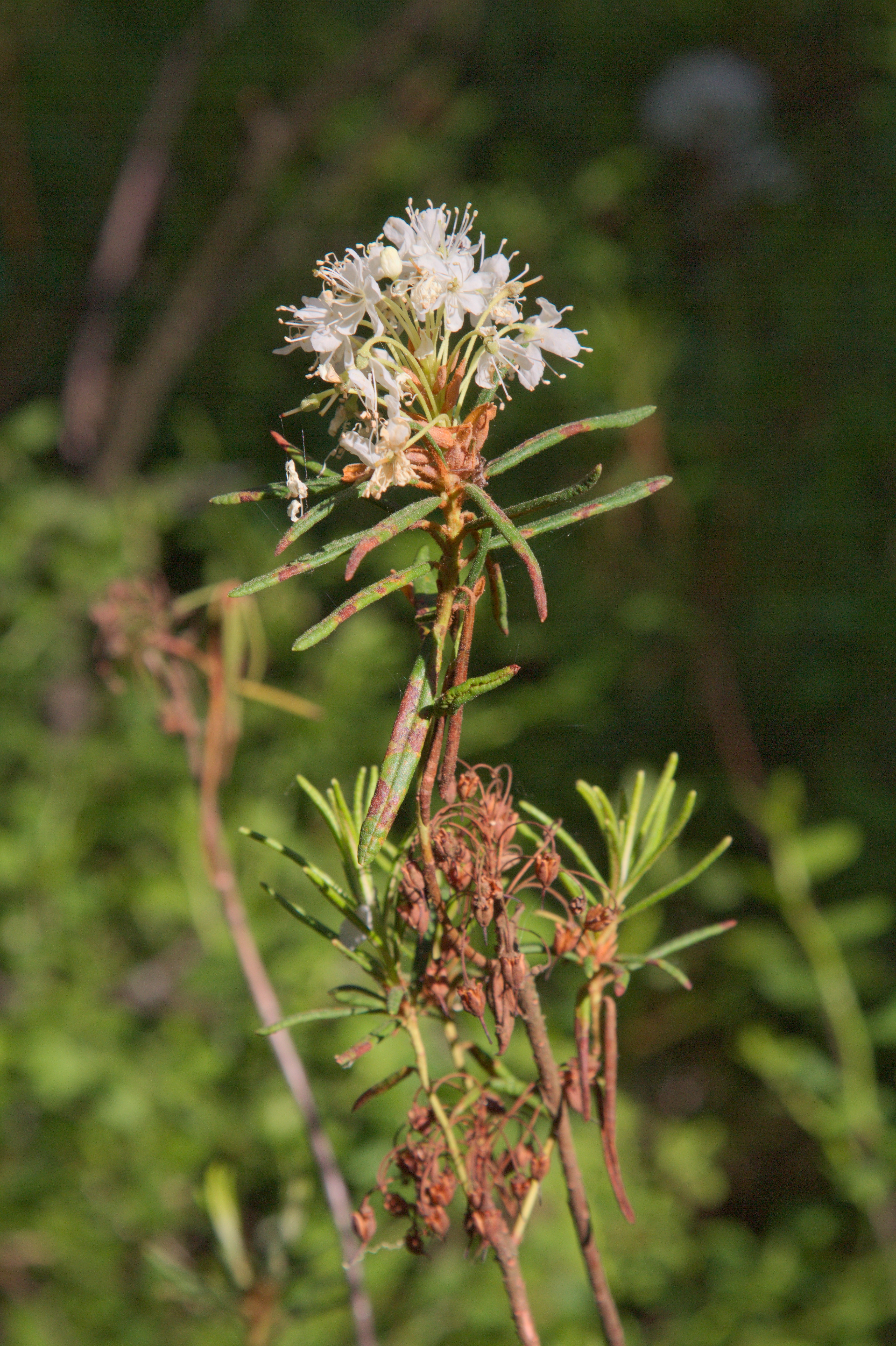
Rojovník bahenní
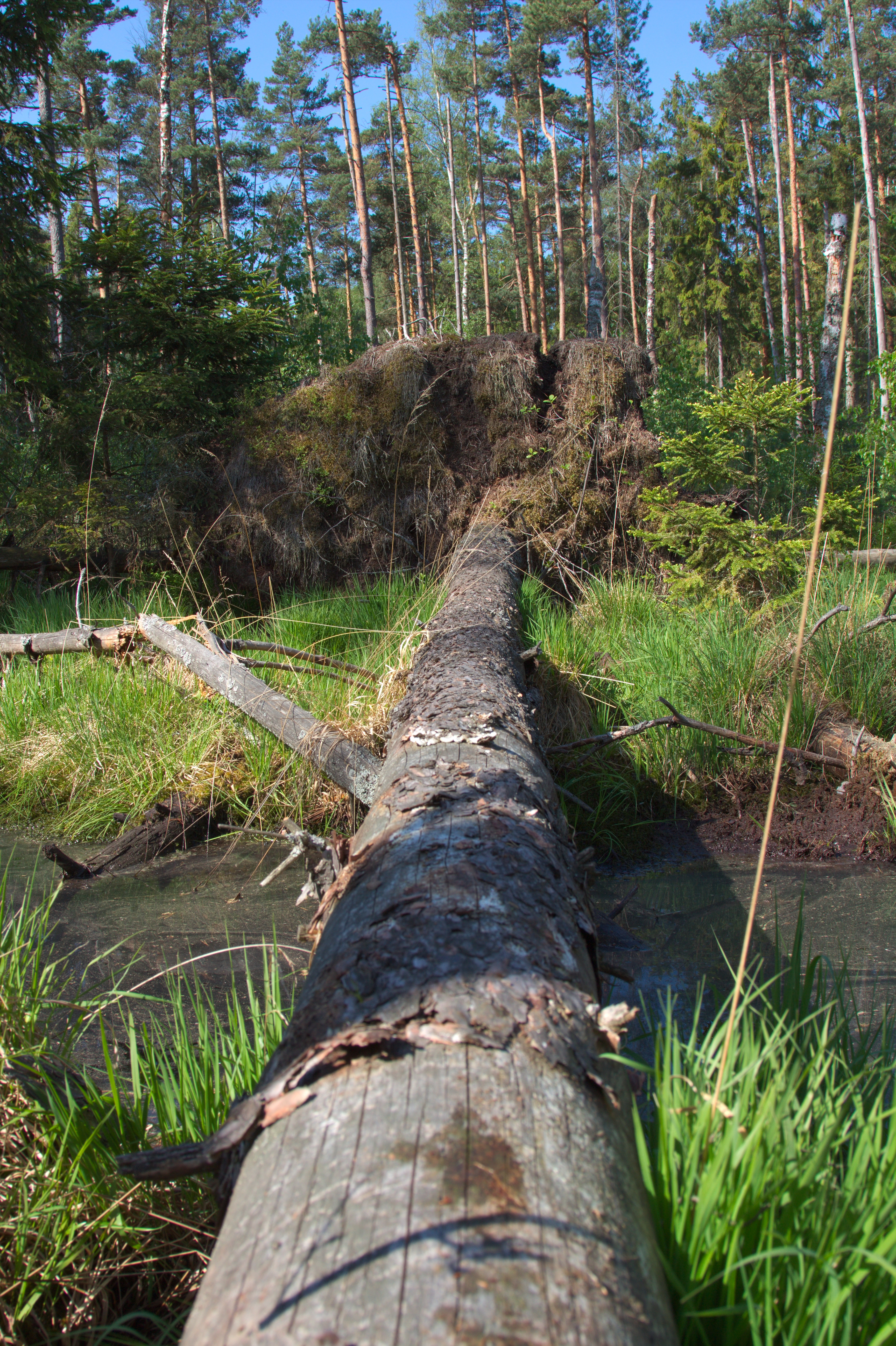
Vývrat
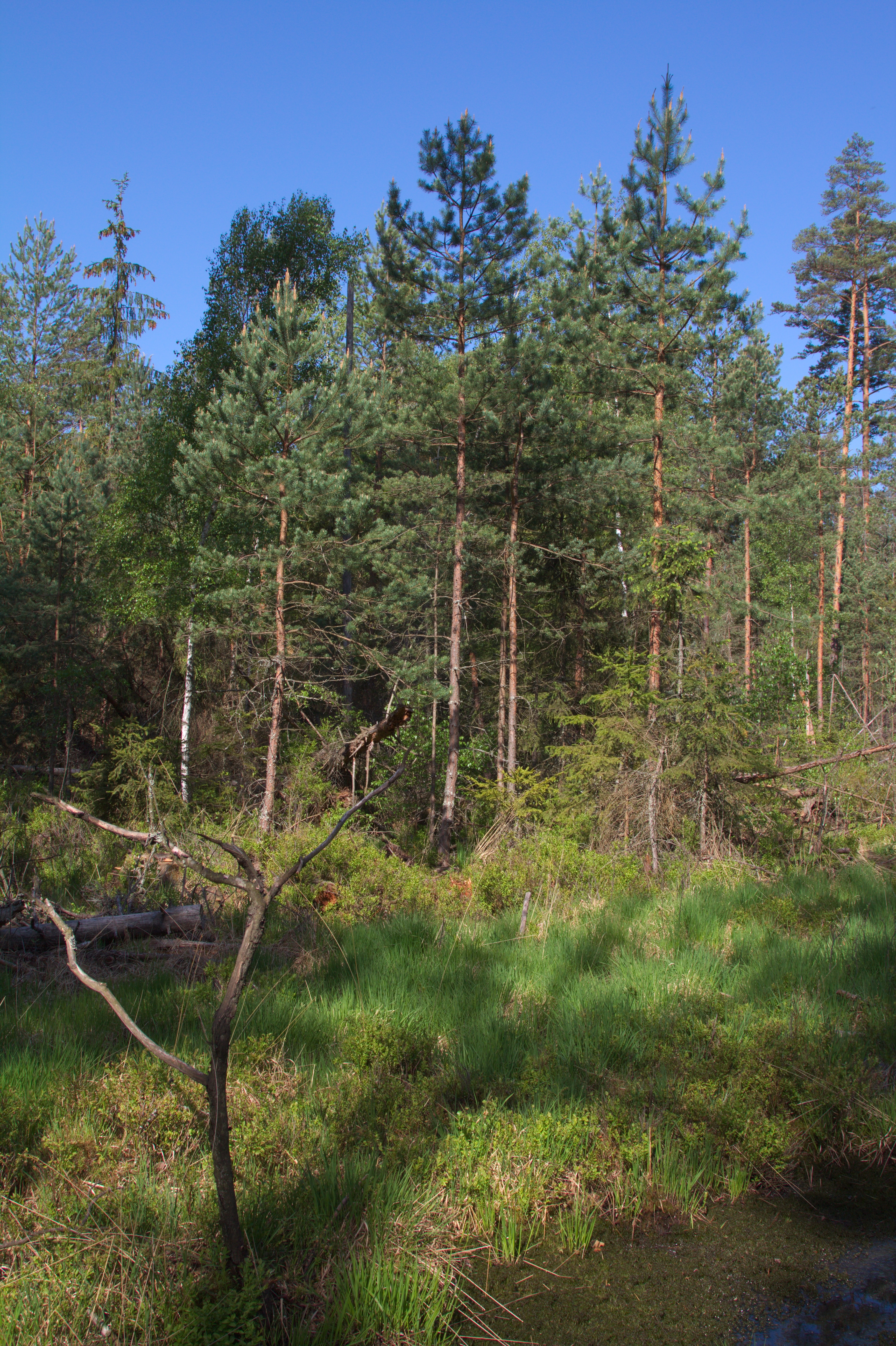
Mokřady v NPR
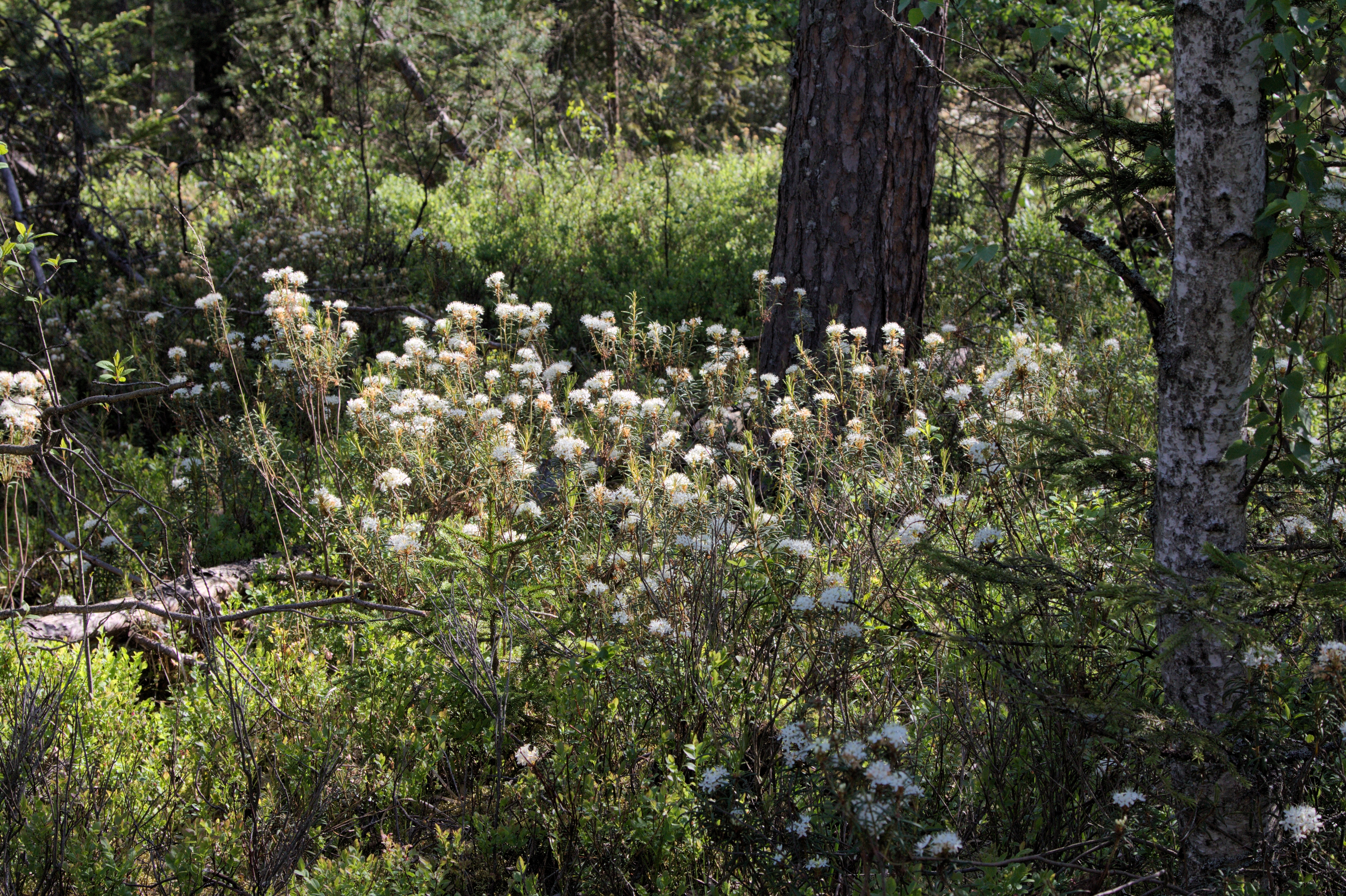
Porosty ohroženého rojovníku